# Irish League 1896-1897
L'Irish League 1896-1897 è stata la 7ª edizione della prima divisione del campionato nordirlandese di calcio.
Il campionato era formato da sei squadre e il Glentoran vinse il titolo. Non vi furono retrocessioni.

## Classifica finale
| Pos. | Squadra                      | G  | V | N | P | GF | GS | Punti |
| ---- | ---------------------------- | -- | - | - | - | -- | -- | ----- |
| 1    | Glentoran                    | 10 | 8 | 1 | 1 | 24 | 10 | 17    |
| 2    | Cliftonville                 | 10 | 4 | 3 | 3 | 22 | 20 | 11    |
| 2    | Linfield                     | 10 | 4 | 3 | 3 | 34 | 24 | 11    |
| 4    | Distillery                   | 10 | 3 | 3 | 4 | 17 | 23 | 9     |
| 5    | North Staffordshire Regiment | 10 | 2 | 4 | 4 | 17 | 23 | 8     |
| 6    | Belfast Celtic               | 10 | 1 | 2 | 7 | 11 | 25 | 4     |

G = Partite giocate; V = Vittorie; N = Nulle/Pareggi; P = Perse; GF = Goal fatti; GS = Goal subiti; 